# Alfredo Bryce Echenique

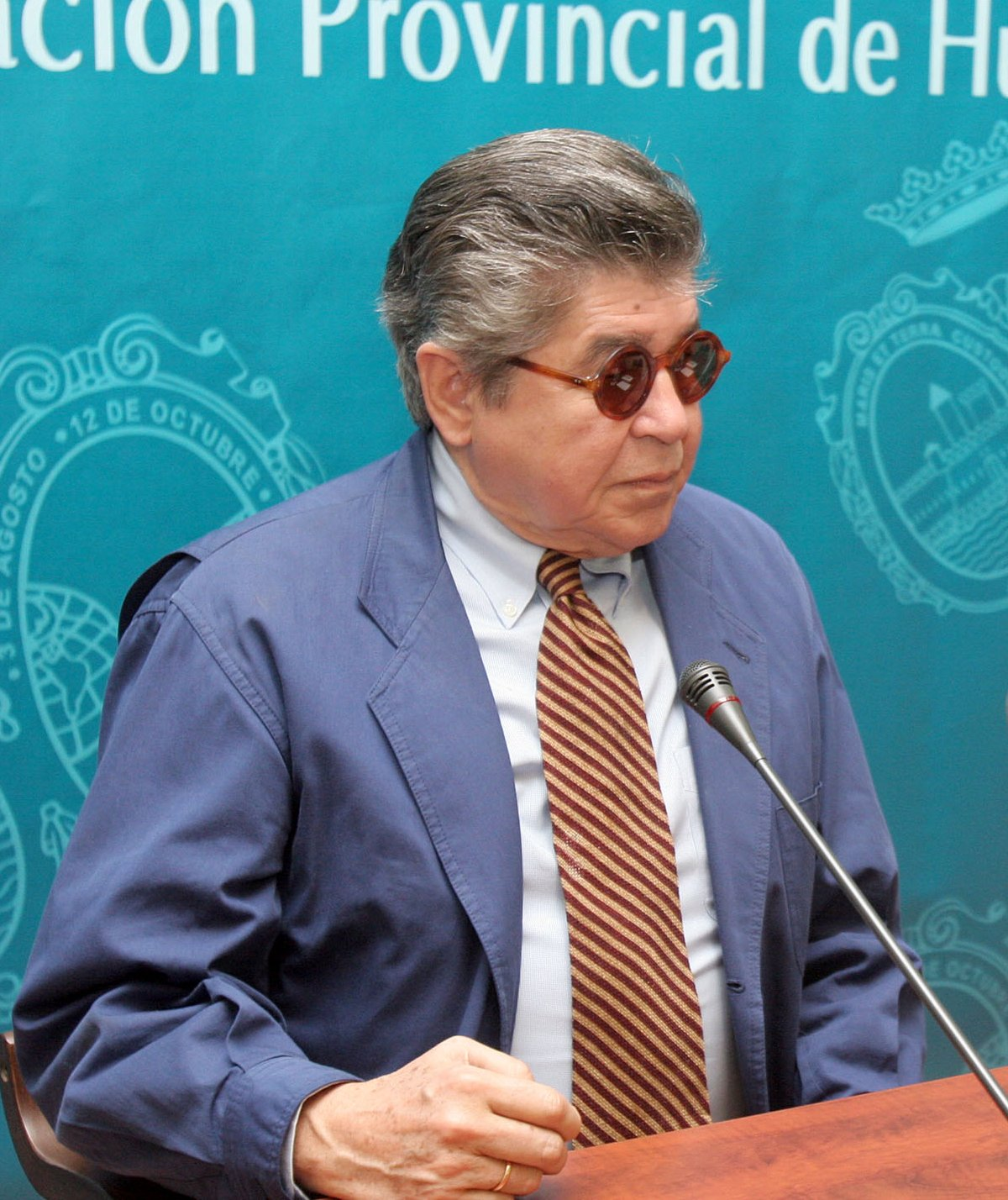
Alfredo Bryce w 2007 roku

Alfredo Bryce Echenique (ur. 19 lutego 1939 w Limie) – peruwiański pisarz.
Bryce Echenique pochodzi z zamożnej peruwiańskiej rodziny. W 1964 ukończył studia prawnicze na Uniwersytecie San Marcos w swoim rodzinnym mieście. Rok później otrzymał francuskie stypendium i wyjechał do Paryża, gdzie studiował na Sorbonie i nauczał w różnych szkołach. W Europie spędził ponad 30 lat, łącząc karierę literacką z pracą naukową.
Debiutował w 1968 zbiorem opowiadań Huerto cerrado. Już jego pierwsza powieść, Świat dla Juliusza (Un mundo para Julius) odniosła olbrzymi sukces, została przetłumaczona na wiele języków i dziś jest uważana za jedną z ważniejszych pozycji latynoskiego boomu literackiego z końca lat 60. W książce Echenique ukazuje świat limeńskiej śmietanki towarzyskiej, widziany oczami wrażliwego dziecka.
Wiele jego utworów rozgrywa się w środowiskach latynoskich emigrantów, często paryskich. Skrzą się one dowcipem i humorem, ukazują jednak ludzką samotność we współczesnym świecie. Pisarz nie unika autoironii, pojawia się ona choćby na kartach Bujnego życia Martina (La vida exagerada de Martín Romaña), powieści której centralny punkt stanowią wydarzenia paryskiego Maja 1968.
W Polsce, obok Świata dla Juliusza i Bujnego życia Martina, opublikowano także Migdałki Tarzana (La amigdalitis de Tarzán).